# リチャード・バセット
リチャード・バセット（英:Richard Bassett、1745年4月2日 - 1815年8月15日）は、アメリカ合衆国デラウェア、ケント郡ドーバー出身の弁護士、政治家である。アメリカ独立戦争に従軍し、アメリカ合衆国憲法制定会議に代議員となり、連邦党の一員であった。デラウェア州議会議員となり、デラウェア州知事、またデラウェア州選出のアメリカ合衆国上院議員を務めた。

## 生い立ちおよび家族
バセットは1745年4月2日にメリーランドのセシル郡ボヘミアフェリーで、アーノルドとジュディス・トンプソンのバセット夫妻の息子として生まれた。父は非常勤の酒場所有者で農夫でもあったが、バセットが若い時に家族を棄てた。バセットは1774年にアン・エナルスと結婚し、3人の子供、リチャード・エナルス、アン（ナンシーと呼ばれた）およびメアリーが生まれた。最初の妻が死んだ後で、1796年にベッツィ・ガーネットと結婚した。夫妻はメソジスト教会の活動的な教会員であり、その時間の多くを教会に費やしまた注意を払った。
幸いなことに、バセットの母はセシル郡の広大な領地ボヘミア荘園の最初の所有者オーガスティン・ハーマンの曾孫であり遺産相続人であったので、母の家族がバセットを育てた。母の相続権によって最終的にボヘミア荘園の富とプランテーションおよびその他のニューキャッスル郡の資産を継ぐことになった。

## 初期の政歴
バセットは、メリーランドのドーチェスター郡のロバート・ゴールズボロ判事の下で法律を学び、1770年に法廷弁護士として認められた。ケント郡の法廷がある町、ドーバーに転居し、そこで実務を開始した。農業に従事し宗教的また慈善的な関心ごとに集中ことで、直ぐに地元の郷士の間でも頭角を現し、「もてなしの心や慈善活動で評判を呼んだ」。
バセットは独立については躊躇いがあり、ケント郡の隣人シーザー・ロドニーやジョン・ハスレットよりもジョージ・リードの考え方に親近感を持った。それにも拘らず1774年に地元のボストン救済委員会委員に選ばれた。デラウェアの新しい政府が作られたとき、1776年のデラウェア安全委員会で働き、1776年のデラウェア憲法を起草する会議の一員となった。新憲法は1776年9月20日に採択された。続いて最初のデラウェア邦上院に選ばれた保守派の一人となり、1776年/1777年の会期から1779年/1780年の会期まで4期務めた。さらにデラウェア邦下院で1780年/1781年と1781年/1782年の会期を務め、上院に戻って1782年/1783年から1784年/1785年の会期まで3期務めた。デラウェア邦議会での経歴は1786年/1787年の下院会期で終わりとした。これらの議員歴によって独立から1787年の憲法制定会議に至るまでデラウェア邦議会の1期を除いてケント郡の代表ということになった。

## アメリカ独立戦争
しかし、アメリカ独立戦争中に果たしたバセットの最も注目すべき貢献は州の民兵を動員する働きをしたことである。ある史料では第1デラウェア連隊を立ち上げ配置を決め隣人のジョン・ハスレットを指揮官にする計画を作ったのはバセットだとしている。「デラウェア大陸軍」あるいは「デラウェア・ブルース」と呼ばれたこの連隊は一番小さな邦から構成されたが800名ほど居り、大陸軍の中でも最大の部隊であった。デイビッド・マッカローはその著書「1776年」の中で、「赤い縁取りのある青い上着、白のベスト、バックスキンのズボン、白で毛織のストッキングを着けて、および素晴らしい最近輸入したばかりのマスケット銃を持っていた。」と表現している。1776年早くに立ち上げ、1776年7月と8月に従軍した。バセットは1776年の「フライング・キャンプ」に従軍した予備役民兵隊、ドーバー軽装歩兵連隊の募集にもかかわり、もう一人の隣人トマス・ロドニーに指揮させた。
イギリス軍がブランディワインの戦いとフィラデルフィアの占領に向かって、ニューキャッスル郡北部を行軍したとき、バセットは「志願兵として友人のロドニーの元に従軍していたと思われる。」イギリス軍がその地域から退いてデラウェア民兵隊が戻ってくると、バセットは臨時の兵士を続け、ケント郡の民兵騎兵部隊であるドーバー軽装騎兵連隊の指揮を執った。

## アメリカ合衆国憲法と連邦上院議員
バセットはその戦時の経験から直ぐに連合規約の下での政府の欠点を認識するようになり、早くからその改革を支持した。1786年のアナポリス会議でデラウェアの代表となり、1787年のフィラデルフィア憲法制定会議でも同じ代表団の一員となった。バセットは話すことがなかったし委員会にも出なかったが、もう一人の隣人ジョン・ディキンソンが推進した大妥協の強い支持者であった。結果として生まれた文書、憲法に盛り込まれた同意に基づき、デラウェア邦での批准を素早く得る動きを指導することで大きな貢献を果たした。デラウェア邦は他のどの邦よりも早くフィラデルフィア後5ヶ月で正式に同意するという成功に繋がった。このことでデラウェア州はそれ以来「最初の州」と呼ばれることになった。
新しい政府の成立に応じてデラウェア州議会はバセットを最初のアメリカ合衆国上院議員の一人に選出した。この頃は政党というものが無かったが、強い中央政府を支持し、特にジョン・アダムズ副大統領の立場に同調した。「ジョージ・ワシントン大統領が指名された役人を罷免する権限によって行政府の働きを支配する権利を支持したが、財務長官アレクサンダー・ハミルトンが大統領の権限を強くするためにしたより極端な提案には反対した。連邦の首都をポトマック川の側の新しい都市に移すことを最初に推奨した者の一人でもあった。それ故に最近の学者はバセットを第1会期では「反管理」陣営に位置づけるが第2会期では「管理寄り」陣営に位置付けている。バセットが上院議員を務めたのは1789年3月4日から1793年3月3日の2会期であり、ワシントン大統領の最初の任期であった。

## その後の政歴
一方、1776年のデラウェア憲法は改定が必要となり、バセットは再びディキンソンとともに改訂版を起草する会議を指導し、これが1792年のデラウェア憲法となった。1793年に上院議員を辞めると、デラウェア一般訴訟裁判所の初代主席判事となり6年間の任期を務めた。当時これは一般市民の裁判を行う裁判所であり、現在のデラウェア最高裁判所の前身となった。この時までに正式に連邦党に所属し、その推薦で1799年にはデラウェア州知事に選ばれた。ピエール・サミュエル・デュポン・ド・ネムールが初めてデラウェアにやってきて火薬事業を始めたのがこの知事時代である。
しかし、トマス・ジェファーソンが大統領に選ばれたのもこの時期であり、連邦党の中で国の将来に対する大きな心配が生まれた。引退するジョン・アダムズは急遽連邦党の力で1801年の司法制度法を通し、連邦巡回裁判所に多くの新しい裁判官を任命した。断固たる連邦党員で古くからの政治的同調者であるアダムズは、1801年の任期最後の日にバセットを判事の一人に任命した。バセットはいわゆる夜半の判事の一人となった。しかしこの法は新しいジェファーソンによる第7会期で撤廃され、1802年4月にはその短い役目を終えた。バセットはその後公的な役職に就くことはなかった。
| 1799年 | 第23会期 |  | 連邦党 | アイザック・デイビス |  | 連邦党 | スティーブン・ルイス |
| 1800年 | 第24会期 |  | 連邦党 | ジェイムズ・サイクス |  | 連邦党 | スティーブン・ルイス |
| 1801   | 第25会期 |  | 連邦党 | ジェイムズ・サイクス |  | 連邦党 | スティーブン・ルイス |

## メソジスト派
バセットは政府における高い経歴に加えて、メソジスト派への敬虔で精力的な転向者であった。1778年にフランシス・アシュベリーとその共通の友人で判事トマス・ホワイトの家で会い、間もなく転向してその人生の残りはメソジスト派の振興のために多くの配慮と富を捧げた。バセットとアシュベリーは終生の友となった。ホワイトもアシュベリーも戦争に反対してると見られていたので、この交際によってロイヤリストに対する多くの人の心に繋がりを造ることになった。しかし、このことは強い奴隷制度廃止の信念にも繋がり、自分自身の奴隷達を解放し、他人にも解放を推奨するようになった。

## 死および遺産
バセットは1815年8月15日にメリーランド州セシル郡にある「ボヘミア荘園」で死に、最初はそこで葬られた。1865年にデラウェア州ウィルミントンにあるウィルミントン&ブランディワイン墓地のバセット&バヤード廟に移葬された。
バセットは中背の頑健な男であった。社会で大変人気が有り、影響力があった。1787年のフィラデルフィア憲法制定会議で「紳士的で宗教心に篤く常識有る人」であり、「黙っていることのできる謙譲な人」と表現された。バセットの娘アンはアメリカ合衆国下院議員と上院議員を務めたジェイムズ・A・バヤードと結婚し、以降デラウェア州政界で顕著な役割を演じたバヤード家の分家の先祖となった。バセットの姪で養女のラチェル・マクリアリーは、やはりデラウェア州政界で長く顕著な家系であるデラウェア州知事のジョシュア・クレイトンと結婚した

## 年賦
選挙は10月の第1火曜日に行われた。1792年以前、デラウェア議会議員は10月20日に就任した。上院議員の任期は3年、下院議員の任期は1年間であった。1792年以後、州知事は一般選挙で選ばれ1月の第3火曜日に就任し、知事の任期は3年だった。デラウェア議会はアメリカ合衆国憲法制定会議の代議員を選出した。議会はアメリカ合衆国上院議員も選出し、3月4日に就任し通常は6年間の任期があった。しかし、バセットの任期はローテーションのために4年間だった。
| Public Offices     | Public Offices | Public Offices   | Public Offices | Public Offices | Public Offices | Public Offices |
| 役職               | 種類           | 場所             | 選出           | 就任           | 離任           | 備考           |
| ------------------ | -------------- | ---------------- | -------------- | -------------- | -------------- | -------------- |
| 代議員             | 州会議         | ドーバー         |                | 1776年8月29日  | 1776年9月20日  | デラウェア州   |
| デラウェア邦上院   | 議員           | ニューキャッスル | 1776年         | 1776年10月20日 | 1779年10月20日 |                |
| デラウェア邦上院   | 議員           | ドーバー         | 1779           | 1779年10月20日 | 1780年10月20日 |                |
| デラウェア邦下院   | 議員           | ドーバー         | 1780           | 1780年10月20日 | 1781年10月20日 |                |
| デラウェア邦下院   | 議員           | ドーバー         | 1781           | 1781年10月20日 | 1782年10月21日 |                |
| デラウェア邦上院   | 議員           | ドーバー         | 1782           | 1782年10月21日 | 1785年10月20日 |                |
| デラウェア邦下院   | 議員           | ドーバー         | 1786           | 1786年10月20日 | 1787年10月21日 |                |
| 代議員             | 会議           | フィラデルフィア |                | 1787年5月14日  | 1787年9月17日  | アメリカ合衆国 |
| アメリカ合衆国上院 | 議員           | フィラデルフィア |                | 1789年3月4日   | 1793年3月3日   | クラス2        |
| 代議員             | 州会議         | ドーバー         |                | 1792年11月     | 1792年 6月12日 | デラウェア州   |
| 主席判事           | 裁判官         | ドーバー         |                | 1793年         | 1799年1月9日   | 一般訴訟裁判所 |
| デラウェア州知事   | 行政官         | ドーバー         | 1798年         | 1799年1月9日   | 1801年2月20日  | 辞任           |
| 判事               | 裁判官         | ドーバー         |                | 1801年2月20日  | 1802年4月      | 連邦巡回裁判所 |

| デラウェア邦議会 ''議員'' | デラウェア邦議会 ''議員'' | デラウェア邦議会 ''議員'' | デラウェア邦議会 ''議員'' | デラウェア邦議会 ''議員'' | デラウェア邦議会 ''議員'' | デラウェア邦議会 ''議員'' |
| 年                        | 会期                      | 議会                      | 多数派                    | 知事                      | 委員会                    | 選挙区                    |
| ------------------------- | ------------------------- | ------------------------- | ------------------------- | ------------------------- | ------------------------- | ------------------------- |
| 1776年/77年               | 第1会期                   | デラウエァ邦上院          | 政党なし                  | ジョン・マッキンリー      |                           | ケント郡                  |
| 1777年/78年               | 第2会期                   | デラウエァ邦上院          | 政党なし                  | ジョージ・リード          |                           | ケント郡                  |
| 1778年/79年               | 第3会期                   | デラウエァ邦上院          | 政党なし                  | シーザー・ロドニー        |                           | ケント郡                  |
| 1779年/80年               | 第4会期                   | デラウエァ邦上院          | 政党なし                  | シーザー・ロドニー        |                           | ケント郡                  |
| 1780年/81年               | 第5会期                   | デラウエァ邦下院          | 政党なし                  | シーザー・ロドニー        |                           | ケント郡                  |
| 1781年/82年               | 第6会期                   | デラウエァ邦下院          | 政党なし                  | ジョン・ディキンソン      |                           | ケント郡                  |
| 1782年/83年               | 第7会期                   | デラウエァ邦上院          | 政党なし                  | ニコラス・ヴァン・ダイク  |                           | ケント郡                  |
| 1783年/84年               | 第8会期                   | デラウエァ邦上院          | 政党なし                  | ニコラス・ヴァン・ダイク  |                           | ケント郡                  |
| 1784年/85年               | 第9会期                   | デラウエァ邦上院          | 政党なし                  | ニコラス・ヴァン・ダイク  |                           | ケント郡                  |
| 1786年/87年               | 第11会期                  | デラウエァ邦下院          | 政党なし                  | トマス・コリンズ          |                           | ケント郡                  |

| アメリカ合衆国議会 ''議員'' | アメリカ合衆国議会 ''議員'' | アメリカ合衆国議会 ''議員'' | アメリカ合衆国議会 ''議員'' | アメリカ合衆国議会 ''議員'' | アメリカ合衆国議会 ''議員'' | アメリカ合衆国議会 ''議員'' |
| 年                          | 会期                        | 院                          | 多数派                      | 大統領                      | 委員会                      | クラス                      |
| --------------------------- | --------------------------- | --------------------------- | --------------------------- | --------------------------- | --------------------------- | --------------------------- |
| 1789年-1791年               | 第1会期                     | アメリカ合衆国上院          | 政党なし                    | ジョージ・ワシントン        |                             | クラス2                     |
| 1791年-1793年               | 第2会期                     | アメリカ合衆国上院          | 政党なし                    | ジョージ・ワシントン        |                             | クラス2                     |

| 選挙結果 | 選挙結果         | 選挙結果 | 選挙結果             | 選挙結果 | 選挙結果 | 選挙結果 | 選挙結果 | 選挙結果           | 選挙結果   | 選挙結果 | 選挙結果 |
| 年       | 職務             |          | 当選人               | 党       | 得票数   | %        |          | 対抗馬             | 党         | 得票数   | %        |
| -------- | ---------------- | -------- | -------------------- | -------- | -------- | -------- | -------- | ------------------ | ---------- | -------- | -------- |
| 1798     | デラウェア州知事 |          | リチャード・バセット | 連邦党   | 2,490    | 52%      |          | デイビッド・ホール | 民主共和党 | 2,068    | 44%      |